# Ханекер, Джеймс Гиббонс

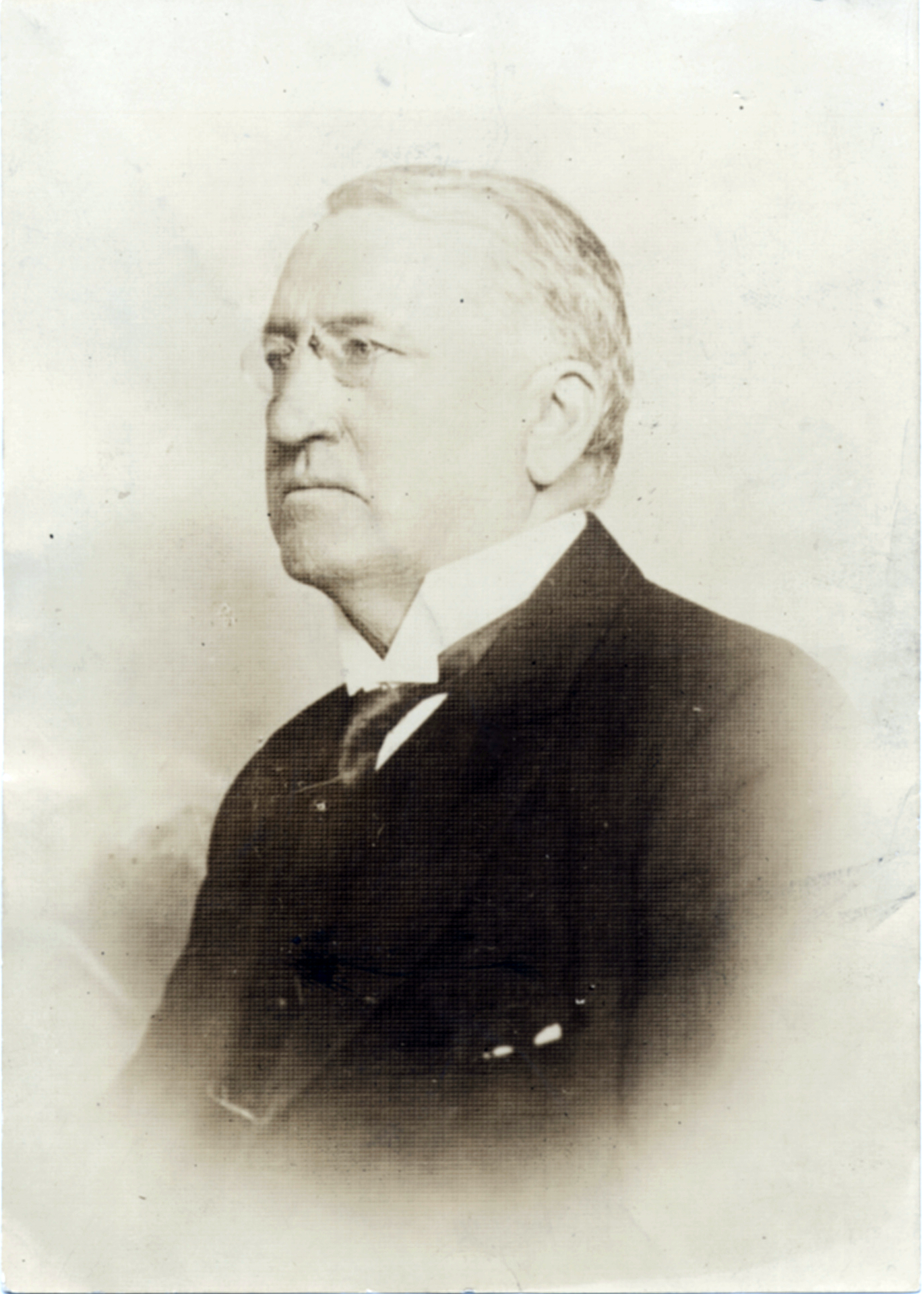
Джеймс Ханекер (1915)

Джеймс Гиббонс Ханекер (англ. James Gibbons Huneker; 31 января 1857, Филадельфия — 9 февраля 1921, Нью-Йорк) — американский писатель, музыкальный, художественный и литературный критик.
Учился как пианист у Альфредо Барили, затем брал уроки в Париже, в том числе у Жоржа Матиа. С 1885 г. жил и работал в Нью-Йорке, выступая с критическими статьями в «Нью-Йорк Таймс» и других газетах и журналах, был, в частности, одним из ключевых авторов журнала The Etude. Среди тех, о чьём творчестве Ханекер подробно рассказывал американской аудитории, — Рихард Вагнер, Фридрих Ницше, Генрик Ибсен, Поль Гоген, Винсент Ван Гог и т. п.
Ханекер посвятил отдельные книги Фридерику Шопену (англ. Chopin: The Man and His Music; 1900) и Ференцу Листу (1911), опубликовал собственные комментарии к полному собранию музыкальных произведений Шопена и к изданию фортепианных сочинений Иоганнеса Брамса. Некоторые из его статей были собраны в сборники — в числе которых изданная в 1913 г. книга фельетонов о музыке, написанных от лица более консервативной, чем автор, литературной маски Old Fogy (с англ. — «Стародум»), и книга статей о живописи «Прогулки импрессиониста» (англ. Promenades of an Impressionist). Публиковал Ханекер и сборники рассказов.
Основываясь на беглом замечании Ханекера о том, что «людям с мелкой душой, независимо от того, насколько беглые у них пальцы, следует избегать шопеновских этюдов», Дуглас Хофштадтер предложил назвать ханекером единицу измерения глубины души.